# Joaquim Oliva i Gomà
Joaquim Oliva i Gomà   (Guissona, 11 de novembre de 1926 - 4 de febrer de 1993) fou un futbolista català de la dècada de 1950.

## Trajectòria
Oliva jugava a les posicions de mig volant i defensa central. Començà a jugar al CE Sabadell a primera divisió, entre 1947 i 1949. Aquesta darrera temporada, el Sabadell va baixar a Segona i Oliva fou cedit al RCD Espanyol els cinc darrers mesos de la següent temporada. El jugador prometia molt i tant Espanyol, Barcelona, com Reial Madrid estaven interessant en el seu fitxatge. Finalment, el 1950 fou traspassat pel Sabadell al Reial Madrid, club amb el qual signà per cinc temporades. Va viure l'època daurada del club blanc, amb el qual guanyà tres lligues (1953-54, 1954-55, 1956-57), dues Copes Llatines (1954-55, 1956-57) i dues Copes d'Europa (1955-56, 1956-57). Després de set temporades al club, el 1957 marxà al Real Jaén CF, on jugà dues temporades més, una a primera divisió i una a Segona.
Jugà dos partits amb la selecció catalana de futbol l'any 1950.
Com a anècdota cal esmentar que Oliva fou protagonista d'un cas que fou conegut a l'època com el cas del K.O. Era el 5 d'abril de 1953, i el Reial Madrid visitava el Camp de Les Corts. A cinc partits pel final la classificació de la lliga era molt ajustada amb València, 35 punts; Espanyol, 34; Madrid, 33 i Barcelona, 32. El Barça jugava al voltant de la seva gran estrella Ladislau Kubala. En una acció del partit, una tisora realitzada per Kubala gairebé colpeja Oliva. Ambdós jugadors començaren a discutir i empènyer. L'àrbitre Juan Gardeazábal. Començaren aleshores veritables lluites soterrades als despatxos. La sanció per agressió significava 4 partits de suspensió i, per tant, perdre Kubala la resta de la temporada. Finalment el Barça en sortirà beneficiat i Kubala només fou condemnat per desconsideració amb una multa econòmica. El Barça guanyà el quatre partits que li mancaven i acabà proclamant-se campió de lliga.